# Amorita (Oklahoma)
Amorita es un pueblo ubicado en el condado de Alfalfa en el estado estadounidense de Oklahoma. En el año 2010 tenía una población de 37 habitantes y una densidad poblacional de 52,86 personas por km².

## Geografía
Amorita se encuentra ubicado en las coordenadas 36°55′26″N 98°17′33″O / 36.92389, -98.29250 (36.923929, -98.292437).

## Demografía
Según la Oficina del Censo en 2000 los ingresos medios por hogar en la localidad eran de $27,500 y los ingresos medios por familia eran $38,125. Los hombres tenían unos ingresos medios de $21,875 frente a los $30,625 para las mujeres. La renta per cápita para la localidad era de $12,137. Alrededor del 7.8% de la población estaban por debajo del umbral de pobreza.